# Львівська національна музична академія імені Миколи Лисенка
Льві́вська націона́льна музи́чна акаде́мія і́мені Мико́ли Ли́сенка —найстаріший в Україні музичний заклад вищої освіти і один з найдавніших в Європі.
В 1796 році Юзеф Ельснер, майбутній вчитель Ф. Шопена, організував у Львові «Музичну академію», яка згуртувала кращі виконавські сили для концертної діяльності. Cпеціальний музичний заклад під назвою «Інститут співу при товаристві Св. Цецилії»̈, як прообраз сучасної академії, почав діяти у Львові ще в 1826 р., і заснував його син геніального австрійського класика Вольфганга Амадея Моцарта – Франц-Ксавер, який був центральною постаттю галицького музичного життя впродовж тридцяти років. На цій основі згодом виникло Галицьке музичне товариство (Galizischer Musik-Verein). При товаристві в 1839 р. організовано «Інститут музики» Галицького музичного товариства, яким керував австрійський музикант Йоганес Рукґабер.
З 1844 року “Інститут музики” став повноцінно функціонувати як багатопрофільний музичний навчальний заклад, про що свідчить офіційний державний  реєстр “Schymatismus” за 1844 р., розділ “Заклади освіти і викладання (Unterrichts- und Bildungs – Anstalten)”.
Революційні події «Весни народів» 1848-1849 рр. призупинили діяльність Інституту Музики і лише в 1853 р. при відновленому Галицькому музичному товаристві вдруге відродилась діяльність цього музичного навчального закладу вже як Консерваторії. Першим директором консерваторії у Львові знову став вже згаданий Йоганнес Рукгабер, другим – учень славетного Шопена відомий піаніст і композитор Кароль Мікулі.
Від 1903 року у Львові розгорнув свою діяльність Вищий музичний інститут імені М. Лисенка, засновником та першим директором якого був політик, громадський діяч та композитор Анатоль Вахнянин. У міжвоєнному двадцятиріччі у Львові виникла ще одна консерваторія – ім. К. Шимановського. Крім консерваторій, у Львівському університеті від 1911 року функціонував Інститут музикологіı̈, який очолив Адольф Хибінський. В 1939 році на основі об’єднання цих навчальних закладів створено Львівську державну консерваторію, якій в 1944 році присвоєно ім’я Миколи Лисенка. В 1992 році консерваторію перейменовано у Вищий музичний інститут ім. М. Лисенка, у 2000 році – у Львівську державну музичну академію імені М. В. Лисенка, яка в 2007 році Указом Президента України від 13 вересня 2007 р. № 863 отримала Національний статус.
Нині Львівська національна музична академія імені М. В. Лисенка є провідним державним музичним закладом вищої освіти України, унікальним надбанням національної культури, який за результатами своєї діяльності здобув загальнодержавне та міжнародне визнання.

## Історія

### Перед утворенням консерваторії
Зародження Львівської консерваторії пов'язують із діяльністю багатьох видатних музикантів, які проживали в той чи інший період свого життя у Львові. Так, ще у 1796 р. польський композитор і диригент німецького походження, в майбутньому вчитель Фредерика Шопена Юзеф Ельснер заснував у Львові т. зв. «Музичну академію», яка була музично-філармонічним товариством, і зосереджувалась на музично-виконавській діяльності. Це товариство проіснувало лише рік, до 1797.
Згодом, у 1826 р. Франц Ксавер Моцарт, син Вольфганга Амадея Моцарта, заснував у Львові Товариство святої Цецилії (Cӓcilienverein), яке поєднувало в собі церковний хор та Інститут співу. Ґрандіозною подією було для товариства виконання Реквієму Вольфганга Амадея Моцарта 5 грудня 1826 р. в Соборі святого Юра (диригував тоді Кароль Ліпінський). Товариство святої Цецилії, щоправда, проіснувало тільки три роки: до 1829 р.
У 1820-х та 1830-х роках були спроби створити музичне товариство. Із 30-х років неофіційно існувало «Товариство друзів музики» («нім. Verein der Musikfreunden»), яке в 1836 р. налічувало понад 100 аматорів, а керівником на той час був Йоган Рукґабер.
14 серпня 1838 р. це товариство отримало офіційний статус, а 25 серпня того ж року отримало назву Галицького музичного товариства. Метою товариства був розвиток музичного життя в Галичині: товариство вело концертну діяльність, а також навчально-просвітницьку.
В 1839 р. Товариство заснувало музичну школу, а в 1853 р. — консерваторію.

### Консерваторія Галицького музичного товариства
На жаль, в 1848 р. під час артилерійського обстрілу будівля, де перебувало музичне товариство, повністю згоріла, а з нею і бібліотека, музичні інструменти, архів товариства. Робота ГМТ почала поступово відновлюватись лише з 1851 р., коли цісар Франц Йосиф І відвідав Львів та надав 2000 золотих ринських фінансової допомоги на віднову діяльності ГМТ.
3 грудня 1852 р. за наказом Галицького намісника Вацлава Залєського було узаконено утворення музичної консерваторії. 4 грудня 1853 р. відбулись загальні збори товариства, де обрали основних його членів, зокрема директором консерваторії та першим диригентом концертів ГМТ обрали Йоганна Рукґабера. 1 травня 1854 р. відкрились т. зв. «школи» — класи співу, скрипки та віолончелі.
Протягом 1858—1887 рр. керівником Галицького музичного товариства був піаніст і композитор вірменського походження, учень Фредерика Шопена Кароль Мікулі; окрім керівничої посади Мікулі був також керівником хору й оркестру, викладав гармонію, композицію та (з 1859 р.) гру на фортепіано, вів репетиції та виконував багато організаційної роботи в товаристві.
Кількість учнів Консерваторії ГМТ зростала: у 1858 їх було 90, у 1874—267, у 1885—390; навчальні дисципліни поступово стали охоплювати класи фортепіано, органа, скрипки, альта, віолончелі, контрабаса, флейти, кларнета, валторни, сольного й хорового співу, контрапункту, музичної форми, теорії музики, гармонії. В Консерваторії був і власний оркестр, який виконував симфонії К. В. Глюка, В. А. Моцарта та інших композиторів, також регулярно проводились концерти камерної музики, в яких виступали викладачі консерваторії, зокрема й сам Мікулі. Серед учнів Мікулі були Денис Січинський, Мечислав Солтис, Станіслав Невядомський.
Із 1887 року у зв'язку з погіршенням здоров'я Мікулі полишає посаду директора консерваторії, і його наступником стає Рудольф Шварц, органіст, композитор, дириґент, педагог, теоретик музики. Шварц був директором ГМТ до 1899 р. В 1899 р. Шварц помер, і було оголошено конкурс на посаду директора консерваторії. Серед кандидатів були, зокрема, композитор і диригент Мечислав Солтис та піаніст і диригент Генрик Мальцер-Щавінський. На посаду обрали Мечислава Солтиса, який залишився незмінним керівником консерваторії аж до 1929 р.
У 1906 р. Товариство побудувало власне приміщення, яке нині є приміщенням Філармонії, а в 1910 освятили Концертний зал (після війни тут була Львівська консерваторія, яка переїхала на вул. О. Нижанківського, 5 лише у 1962 р. Концертний зал до цього часу Філармонія орендувала у консерваторії) Цікавим фактом є те, що в 1911 р. в Консерваторії ввели клас ритмової гімнастики за методом Еміля Жака-Далькроза.
Якщо до Першої світової війни взаємини між польською та українською частинами музикантів Львова були відносно теплими, то після війни вони дещо загострились і контакти охолонули. Починаючи з 1919 р., після закінчення українсько-польської війни Галицьке музичне товариство все частіше почали називати Польським музичним товариством, хоча офіційно нова назва була затверджена тільки в 14 квітня 1939 р., тобто аж через 20 років. На той час Консерваторія стала основним полем діяльності Музичного товариства, яке стало фактично синонімом Консерваторії.
В 20-х роках і пізніше ГМТ/ПМТ переживає певні фінансові труднощі, через що, наприклад, у 1923 р. Товариство змушене було підписати договір про оренду концертного зал приватному підприємству, яке організувало там кінотеатр «Аполло». Підтримка ПМТ владою постійно зменшувалась, і керівникам було все важче підтримувати роботу Консерваторії, доводилось покладатись і на добровільні внески небайдужих громадян. Втім, під кінець свого існування Товариство почало виходити із кризи.
Останнім керівником ГМТ/ПМТ став Адам Солтис, композитор, громадський діяч, педагог. Він був керівником ПМТ із 1930 до 1939 р. В час його керівництва Товариство виконувало музику Йоганна Себастьяна Баха, Людвіга ван Бетховена, Георга Фрідріха Генделя, Роберта Шумана, Ріхарда Вагнера, Артюра Онеггера, Золтана Кодаї, Мечислава Солтиса та ін. Окрім ПМТ, Адам Солтис був головою Польської музично-педагогічної спілки (утвореної 1919 р.) та президентом львівського відділу Польського товариства сучасної музики. Він спричинився до перших виконань у Львові музики Кароля Шимановського, Ігора Стравінського, Сергія Прокоф'єва та ін.
В 1939 р. Консерваторія ПМТ припинила своє існування у зв'язку із реорганізацією музичних закладів Львова, здійсненою Радянською владою (див. розділ Після об'єднання). В консерваторії ГМТ/ПМТ навчалось багато видатних діячів польської й української музичної культури, зокрема Соломія Крушельницька, Модест Менцинський, Олександр Мишуга, Зофія Лісса, Станіслав Невядомський, Денис Січинський, Юзеф Кофлер та інші.

### Вищий музичний інститут ім.Миколи Лисенка
Ще з 1891 р. у Львові діяло хорове товариство Боян, яке заснували за ініціативою Анатоля Вахнянина. Метою цього хорового товариства було «плекання головно руського національного співу, так хорального, як і сольового, а також інструментальної музики». Згодом «Бояни» утворились і в інших містах Східної Галичини, зокрема у Перемишлі (1891), Бережанах (1892), Стриї (1894), Коломиї (1895), Станіславові (1895, теперішня назва міста — Івано-Франківськ), Чорткові (1898), Чернівцях (1899). Щоби об'єднати ці товариства в єдину структуру та утворити школу музики з українською мовою викладання в 1903 р. утворили «Союз співацьких і музичних товариств», статут якого затвердили 1 лютого 1903.

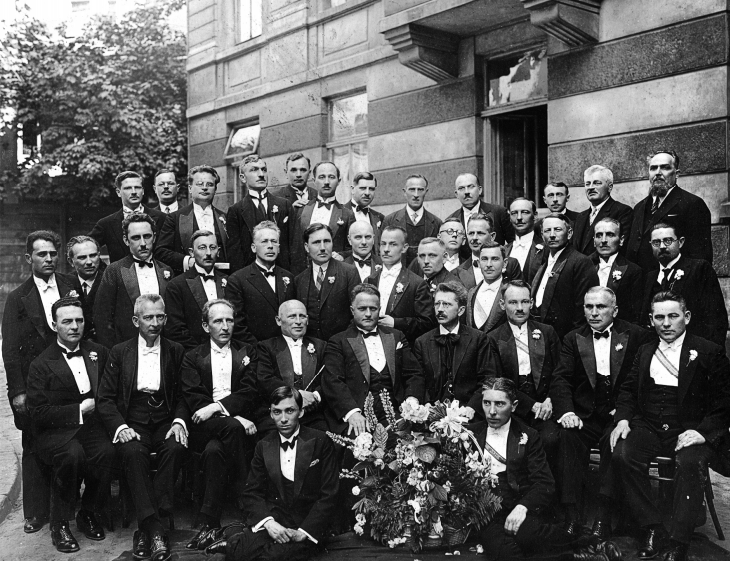
Чоловічий хор «Бандурист» після ювілейного концерту з нагоди 25-ліття заснування колективу, який відбувся у Львові 1 червня 1930 р. в залі музичного товариства ім. М. Лисенка. 1-й ряд знизу зліва направо: Б. Кудрик, З. Попель. 2-й ряд знизу зліва направо: Й. Кліш, Б. Вахнянин, Т. Шухевич, І. Смолинський, М. Голинський, С. Людкевич, І. Гриневецький, останній — Я. Сім'янович. 3-й ряд : 1-й зліва І. Охримович, 4-й зліва Д. Вахнянин. 4-й ряд: 3-й зліва В. Безкоровайний, останній — Р. Шипайло.

Роботу музичний навчальний заклад «Союзу співацьких і музичних товариств» розпочав того ж таки 1903 року, 10 жовтня, і мав назву Вищого музичного інституту. 21 квітня 1907 р. «Союз…» перейменували на «Музичне товариство ім. Миколи Лисенка». Натомість документа, який би засвідчував присвоєння Інститутові імені корифея української музики поки не вдалось знайти, проте перша згадка в пресі такої назви закладу датована вже 5 грудня 1912 р. (в газеті «Діло»). Керівником ВМІ до 1908 р. був Анатоль Вахнянин. Після його смерті керівні обов'язки виконували Олена Ясеницька-Волошин i Володимир Шухевич, доки керівником у 1910 р. не став Станіслав Людкевич (який разом із Вахнянином був одним із ініціаторів створення Інституту). Людкевич, окрім того, викладав тут теорію, гармонію та історію музики. Із 1915 р. керівником Вищого музичного інституту ім. Миколи Лисенка був Василь Барвінський, який також викладав в Інституті теоретичні предмети, зокрема гармонію, а також гру на фортепіано.
У 1909 р. в Інституті організували перший «салоновий» оркестр під керівництвом о. Івана Туркевича. В 1910—11 рр. також реформували навчання в Інституті, згідно з яким було три курси по три роки навчання (раніше тривалість навчання становила 8 років).
Із 1911 р. відкрили класи гри на альті, фортепіанного ансамблю, ансамблевої гри («вправи в збірній музиці для всіх учеників»); із 1913 ввели класи хорового співу й ритмової гімнастики, гри на духових інструментах (кларнет, флейта). У грудні 1913 вирішили сформувати симфонічний оркестр. Із 1913 року велась робота з відкриття філій Вищого музичного інституту в різних містах Східної Галичини (першою стала філія в Стрию в 1913 р.), хоча війна відсунула реалізацію цих планів аж до 1920-х рр.
В 1920-х і 1930-х рр. Вищий музичний інститут ім. Миколи Лисенка мав уже сформовану структуру й запозичував її модель у західних консерваторій. Навчання ділилось на три рівні, по 4, 4 та 2 класи відповідно, та передбачало науку дітей від 10 років (з певними попередніми музичними знаннями) та дорослих. Дисципліни, які викладались, включали класи фортепіано, сольного співу, скрипки (ці три класи були з самого початку), альта, віолончелі, контрабаса, флейти, кларнета, фагота; викладались також теоретичні дисципліни: сольфеджіо, теорія музики, гармонія, контрапункт та ін. Окрім того були оркестрові та хорові класи, клас диригування та клас музичної ритміки за системою Еміля Жака-Далькроза.
Серед найвідоміших викладачів Інституту, окрім Вахнянина, Людкевича й Барвінського були також Микола Колесса, Філарет Колесса, Нестор Нижанківський, Борис Кудрик, Роман Савицький, Стефанія Туркевич-Лукіянович, Одарка Бандрівська, Зиновій Лисько (стрийська філія)…
Існувало ряд філій Вищого музичного інституту в таких містах (поруч — рік заснування):
- Стрий: 1913
- Станіславів: 1921
- Дрогобич: 1923
- Перемишль: 1924
- Тернопіль: 1928
- Коломия: 1929
- Яворів: 1929
- Золочів: 1931
- Самбір: 1932
- Сокаль: 1926 (проіснувала недовго)
- у передмістях Львова (Клепарів, Жовківське, Замарстинів, Личаків, Знесіння): 1931
- Городок, Чортків, Рава-Руська, Ходорів: середина 1930-х
- Рогатин: 1938

Загалом у філіях Інституту в 1930 р. навчалось 440 учнів та працювало 55 викладачів, у 1932 — 552 учні й 66 викладачі, у 1937 — 600 учнів та 59 викладачів. 1927 р. розпочато, а в 1929 р. завершено переведення усіх філій Інституту на єдиний навчальний план.

## Назви
|                                                             |  |  |
| Ювілейна монета НБУ присвячена Львівській музичній академії |  |  |

- 1854 — консерваторія
- 1880 — консерваторія Галицького музичного товариства у Львові
- 1903 — Вищий музичний інститут ім. М. Лисенка
- 1939 — Львівська державна консерваторія ім. М. В. Лисенка
- 1992 — Вищий державний музичний інститут ім. М. В. Лисенка
- 2000 — Львівська державна музична академія ім. М. В. Лисенка
- 2007 — Львівська національна музична академія імені М. В. Лисенка

## Будівля
Музична академія використовує колишній будинок Технологічного інституту (професійної установи для промисловців і ремісників), збудований у 1907–1909 роках архітектором Тадеєм Обмінським (архітектурне бюро Івана Левинського). Будинок збудовано у модерному стилі. Він має складну, асиметричну конфігурацію плану, що обумовлюється специфічними форматами ділянки, на якому велося будівництво. Два фасади розміщені під кутом, повторюючи поворот вулиці, від них у глибину кварталу розвивається подовжений блок будинку.
Будинок виконаний із цегли, потинькований, триповерховий із цокольним поверхом. У композиції фасадів переважають вертикальні членування. Цокольний і перший поверх прикрашені масивним рустом. Над вікнами останнього поверху розташовані декоративні вставки, зроблені з керамічних плиток. На аттику встановлені дві скульптури з бетону, які зображують коваля й теслю.
Внутрішнє планування базується на коридорно-кабінетній системі. Актовий зал прикрашений пілястрами й поліхромією. На сходовій клітці зберігся автентичний модерністичний вітраж.

## Структура академії
Академія має такі факультети:
- фортепіанний;
- оркестровий — з відділеннями скрипки, струнних (альт, віолончель, контрабас, арфа), духових (дерев'яні, мідні) і ударних інструментів симфонічного оркестру; а також народних інструментів;
- диригентський — з відділеннями хорового й оперно-симфонічного диригування;
- вокальний;
- теоретико-композиторський з відділеннями музикознавства й композиції.

В академії працює бібліотека, оперна студія, проблемна науково-дослідна лабораторія музичної етнології.

## Відомі люди

### Ректори
консерваторія ГМТ — ПМТ
- Йоган Рукґабер 1853—1856
- Трауготт Гордон 1856—1858
- Кароль Мікулі 1858—1887
- Рудольф Шварц 1887—1899
- Мечислав Солтис 1899—1929
- Адам Солтис 1929—1939

музична консерваторія імені К. Шимановського
- Анна Нєментовська 1902—1939

Вищий музичний інститут ім. Лисенка
- Анатоль Вахнянин 1903—1908
- Олена Ясеницька 1908—1910
- Станіслав Людкевич 1910—1915
- Василь Барвінський 1915—1939
- Климкевич Роман

Львівська державна консерваторія ім. М. Лисенка
- Василь Барвінський 1939—1948
- Сергій Павлюченко 1948—1953
- Микола Колесса 1953—1965
- Зенон Дашак 1965—1991

Вищий державний інститут ім. М. Лисенка
- Марія Крушельницька 1991—1999

Львівська державна / національна музична академія ім. М. Лисенка
- Ігор Пилатюк з грудня 1999

### Викладачі
- Бережницький Богдан Теофілович
- Лекгер Дмитро Миколайович
- Дарчук Остап Йосипович
- Кармалюк Павло Петрович
- Каськів Богдан Дмитрович
- Косак-Баб'юк Любов Олексіївна
- Пархоменко Микола Миколайович
- Півнов Віталій Миколайович
- Полтарєва Вікторія Петрівна
- Микитка Артур Володимирович
- Микитка Тарас Остапович
- Мочурад Богдан Іванович

### Випускники
Серед випускників консерваторії — Соломія Крушельницька, Наталія Пасічник, Зджіслав Яхімецький, Ірена Туркевич-Мартинець, Галина Голинська, Михайло Коссак, Володимир Копоть, Ольга Катрич, Мирослав Скорик, Євген Станкович, Міхаель Стріхарж, 
Наталія Савицька, Богдан Крижанівський, Стефан Турчак, Іван Гамкало, Тадей Маєрський, Півнов Віталій Миколайович, Роман Филипчук, Світлана Мамчур; Володимир Івасюк, Володимир Цісик — батько Квітки Цісик, Лідія Атенчук, Оксана Білозір, Наталія та Ярослав Дуб — дует «Ярослав-На», учасники «Пікардійської терції», Руслана Лижичко, Василь Сліпак, Ігор Гаврилюк, Наталка Мандрика, Олександр Пономарьов (навчався певний час), Тарас Чубай, Табаков Павло, Олександр Божик, Богдан Косопуд, Велка Ольга Павлівна, Андрій Юркевич, Ярослав Кіргач, Михайло Дутчак, гобоїст Мирон Закопець, гітарист Роман Недзельський, співаки Олег Лихач, Орест Сидір, Артур Микитка, Богдан Мочурад, Чжоу Шень, композитор та диригент Роман Никифорів, диригент Василь Коваль і багато інших .